# Ламетри, Жюльен Офре де
Жюлье́н Офре́ де Ламетри́ (фр. Julien Offray de La Mettrie; Lamettrie; 25 декабря 1709, Сен-Мало, Бретань — 11 ноября 1751, Берлин) — французский врач и философ-материалист, изучал медицину в Париже, а затем в Лейдене под руководством знаменитого врача и естествоиспытателя Германа Бургаве.

## Биография
Родился в богатой семье торговца тканями. Изучал медицину в Париже. В 1733 году получил звание бакалавра медицины, а несколько месяцев спустя — доктора медицины. В том же году отправился в Лейден, где в течение двух лет занимался под руководством врача-новатора и химика Г. Бургаве. В 1742 году возвращается в Париж. В 1743—1745 году участвует в Войне за австрийское наследство в армии герцога де Граммона. Был полковым врачом. Заболев горячкой, на основе наблюдений за своей болезнью пришёл к выводу, что духовная деятельность человека определяется его телесной организацией. Эта идея легла в основу его первого философского сочинения «Естественная история души» („Histoire naturelle de l'âme“, 1745, переименованное в 1751 в «Трактат о душе», Traité de l’âme), вызвавшего озлобление в среде духовенства и сожжённого по приговору суда, как и его сатирическое произведение Politique du Medecin de Machiavel, направленное против злоупотреблений, невежества и самомнения его коллег-врачей.
Несмотря на то, что оба запрещённых трактата вышли из печати анонимно, Ламетри был вынужден эмигрировать в Голландию, оставив семью во Франции. Здесь он также анонимно опубликовал сочинение «Человек-машина» („L'homme machine“, 1747, русский перевод 1911), которое также было публично сожжено (но доставило ему широкую известность). В 1748 году по приглашению прусского короля Фридриха II переехал в Берлин, где состоял членом Академии наук, личным врачом короля и получил возможность беспрепятственно издавать свои труды, среди прочих — «Человек-растение» (1748), «Человек-машина» (1748) и «Система Эпикура» (1751). Однако вскоре и в Сан-Суси у учёного возникает конфликт с двором, он принуждён выставлять себя чудаком. Многие авторы повторяли, что он буквально был придворным шутом, хотя это неправда. Умер Ламетри, по преданию, отравившись большим количеством трюфельного паштета на обеде у французского посла Тирконнеля. Согласно указаниям самого Ламетри, оставленным в его последних сочинениях, учёный был отравлен. Также существует версия, что философ скончался от острого аппендицита. Смерть Ламетри так никогда и не была расследована.

## Творчество
Ламетри первым во Франции дал последовательное изложение системы механистического материализма. Согласно Ламетри, существует лишь единая материальная субстанция; присущие ей способности ощущать и мыслить обнаруживаются в «организованных телах»; состояние тела всецело обусловливает состояние души через посредство чувственных восприятий. Ламетри отрицал мнение Р. Декарта о животных как о простых автоматах, лишённых способности ощущения. Согласно Ламетри, человек и животные созданы природой из одной и той же «глины» и человека отличает от животных лишь большее количество потребностей и, следовательно, большее количество ума, ибо Ламетри признавал потребности тела «мерилом ума». Человеческий организм Ламетри рассматривает как самостоятельно заводящуюся машину, подобную часовому механизму.
В своих последних работах Ламетри подошёл к идеям эволюции, высказывая мысли о единстве происхождения растительного и животного мира, о постепенном совершенствовании материи и животного царства. Ламетри выдвинул предположение о существовании зоофитов — растений-животных, впоследствии подтверждённое наукой. Развивая точку зрения сенсуализма, Ламетри считал, что внешний мир отражается на «мозговом экране». В этике, исходя из позиций гедонизма, отводил в то же время значительную роль общественному интересу. Согласно его идеям, развитие общества определяется деятельностью выдающихся людей и успехами просвещения; Ламетри был сторонником просвещённого абсолютизма, его философские идеи оказали значительное влияние на Д. Дидро, П. Гольбаха, К. Гельвеция, в художественной литературе — на Жорж Санд («Графиня Рудольштадт»).
До конца XVIII века многие сочинения Ламетри неоднократно переиздавали, однако с начала XIX века даже фрагменты публиковались очень редко, за исключением «Человека-машины». В XX веке собрания его философских сочинений вышли трижды на русском языке и однажды на французском.

## Сочинения
- «Естественная история души» 1745
- «Ceuvres philosophiques», v. 1—3, P., 1796;
- «Textes choisis…», P., 1954;
- «Человек-машина» (L’homme machine) 1748;

### Издания на русском
- Ламетри Человек-машина. Пер. со вступительной статьёй и примечаниями В. Констанса. — СПб., 1911.
- Ламетри Ж.-О. Избранные сочинения. Пер. с фр. с предисл. А. Деборина. Институт К. Маркса и Ф. Энгельса. — М.-Л., 1925.
- Отрывки из произведения Ламетри в книге «Французские просветители XVIII в. о религии», М., 1960;
- Ламетри Ж. О. Сочинения. — М.: Мысль, 1976. — (Философское наследие). — 2-е изд. в 1983.
  - Человек-машина
  - Человек-растение